# Tephrina guadarana
Tephrina guadarana är en fjärilsart som beskrevs av William Schaus 1898. Tephrina guadarana ingår i släktet Tephrina och familjen mätare. Inga underarter finns listade i Catalogue of Life.